# Nicolas Jüllich
Nicolas Jüllich (* 27. März 1990 in Heidelberg) ist ein deutscher Fußballspieler. Er steht beim VfR Mannheim unter Vertrag.

## Karriere
Nicolas Jüllich, Sohn des früheren Profifußballers Gernot Jüllich, begann in Schriesheim beim nördlich von Heidelberg ortsansässigen SV Schriesheim mit dem Fußballspielen und setzte es beim FC Dossenheim und der TSG Weinheim fort, bevor er 2006 in die Jugendabteilung des SV Waldhof Mannheim gelangte. 2008 rückte er in die erste Mannschaft auf und spielte fortan in der Regionalliga Süd und in der Folgesaison, 2009/10, in der Regionalliga West. In zwei Spielzeiten absolvierte er 53 Spiele und erzielte drei Tore.
Zur Saison 2010/11 wechselte er trotz des Interesses des Bundesligisten TSG 1899 Hoffenheim zum Drittligisten FC Bayern München II, für den er am 25. Juli (1. Spieltag) bei der 0:1-Niederlage im Auswärtsspiel gegen den SV Babelsberg 03 seinen Einstand gab. Sein erstes Drittligator erzielte er am 28. August 2010 (6. Spieltag) bei der 2:3-Niederlage im Heimspiel gegen den 1. FC Heidenheim.
Am 13. August 2010 wurde das Abschiedsspiel für Franz Beckenbauer nach 33 Jahren nachgeholt. Im Spiel gegen Real Madrid spielte Jüllich erstmals in der ersten Mannschaft und zeigte über 90 Minuten im direkten Duell mit Cristiano Ronaldo eine gute Leistung, obwohl er auf der ihm ungewohnten Außenverteidigerposition spielte.
Zur Saison 2012/13 wechselte Jüllich zum Ligakonkurrenten 1. FC Saarbrücken, für den er 24 Ligaspiele bestritt und für die Saison 2013/14 jedoch nicht weiter verpflichtet wurde. Zunächst ohne Verein schloss er sich Ende November schließlich der SG Sonnenhof Großaspach an, mit der er als Tabellenerster und den damit verbundenen und letztendlich erfolgreich gestalteten Aufstiegsspielen in die 3. Liga aufstieg.
Nach einer Saison in der Schweizer Challenge League beim FC Vaduz, mit dem er Liechtensteiner Cupsieger wurde, kehrte Jüllich ein zweites Mal zur SG Sonnenhof Großaspach in die 3. Liga zurück. Nach vier Spielzeiten zog es ihn zum VfR Mannheim in die fünftklassige Oberliga Baden-Württemberg.

## Erfolge
- Liechtensteiner-Cup-Sieger 2018 (ohne Einsatz)